# Liste der Monuments historiques in Geudertheim
Die Liste der Monuments historiques in Geudertheim führt die Monuments historiques in der französischen Gemeinde Geudertheim auf.

## Liste der Objekte
| Bezeichnung                                                                     | Beschreibung                                 | Standort                                    | Kennzeichnung | Schutzstatus | Datum | Bild |
| ------------------------------------------------------------------------------- | -------------------------------------------- | ------------------------------------------- | ------------- | ------------ | ----- | ---- |
| Grabdenkmal für Franz Joseph Baron von Schauenburg                              | Sandstein und Marmor, 1807                   | in der katholischen Kirche St-Blaise (Lage) | PM67001634    | Inscrit      | 1995  |      |
| Grabdenkmal für Marie Françoise Sophie Louise Baronin Albertini von Ichtersheim | Sandstein, erste Hälfte des 19. Jahrhunderts | in der katholischen Kirche St-Blaise (Lage) | PM67001635    | Inscrit      | 1995  |      |